# Nati nel 1745
| Questa pagina contiene informazioni ricavate automaticamente dalle voci biografiche con l'ausilio del template Bio e di un bot. L'aggiornamento è periodico e automatico e ricostruisce completamente la pagina. Se manca una persona in questa lista, sei pregato di non aggiungerla, ma accertati piuttosto che la sua voce biografica contenga il template Bio e che i dati anagrafici siano correttamente compilati. Se il template Bio manca, inseriscilo tu stesso o, in alternativa, metti l'avviso {{tmp\|Bio}} che ne segnala la mancanza. Se i dati riportati sono sbagliati, correggi direttamente la voce biografica; le modifiche saranno visibili in questa lista entro pochi giorni. Per chiarimenti vedi il progetto biografie. La lista contiene solo le 191 persone che sono citate nell'enciclopedia e per le quali è stato implementato correttamente il template Bio. Pagina aggiornata al 10 ago 2025. |

## Gennaio(22)
- 1º gennaio - Vincenzo Maria Strambi, vescovo cattolico e religioso italiano († 1824)
- 1º gennaio - Anthony Wayne, generale inglese († 1796)
- 3 gennaio - Luigi di Nassau-Saarbrücken, principe tedesco († 1794)
- 4 gennaio - Johann Jakob Griesbach, filologo e biblista tedesco († 1812)
- 4 gennaio - Carlo Antonio Marin, storico italiano († 1815)
- 5 gennaio - Francis Willis, politico statunitense († 1829)
- 7 gennaio - Johan Christian Fabricius, entomologo, botanico e medico danese († 1808)
- 9 gennaio - Francesco Saverio De Rogati, giurista, librettista e traduttore italiano († 1827)
- 9 gennaio - Caleb Strong, politico statunitense († 1819)
- 10 gennaio - Étienne Aubry, pittore francese († 1781)
- 10 gennaio - Isaac Titsingh, diplomatico olandese († 1812)
- 10 gennaio - Giuseppe Vernazza, storico, epigrafista e politico italiano († 1822)
- 12 gennaio - Kasper Kazimierz Cieciszowski, arcivescovo cattolico polacco († 1831)
- 16 gennaio - Antonio José Cavanilles, botanico spagnolo († 1804)
- 18 gennaio - Caterino Mazzolà, librettista e poeta italiano († 1806)
- 20 gennaio - Johann Christoph Döderlein, teologo tedesco († 1792)
- 20 gennaio - Gavriil Petrovič Gagarin, nobile e politico russo († 1808)
- 22 gennaio - Nicolas Céard, ingegnere francese († 1821)
- 22 gennaio - Pierre-Raymond de Brisson, viaggiatore francese († 1820)
- 30 gennaio - Ernesto II di Sassonia-Gotha-Altenburg, duca tedesco († 1804)
- 31 gennaio - Carlo Giuseppe d'Asburgo-Lorena, nobile austriaco († 1761)
- 31 gennaio - François Barbé-Marbois, politico francese († 1837)

## Febbraio(14)
- 2 febbraio - Hannah More, scrittrice e filantropa inglese († 1833)
- 5 febbraio - John Jeffries, medico e scienziato statunitense († 1819)
- 10 febbraio - Francesco Saverio Bassi, arcivescovo cattolico italiano († 1821)
- 10 febbraio - Levin August von Bennigsen, generale russo († 1826)
- 10 febbraio - Giovanni Battista Bianciardi, fantino italiano († 1810)
- 14 febbraio - Sarah Lennox, nobildonna inglese († 1826)
- 18 febbraio - Alessandro Volta, chimico e fisico italiano († 1827)
- 20 febbraio - Stephen Fox, II barone Holland, nobile inglese († 1774)
- 20 febbraio - Johann Peter Salomon, violinista e compositore tedesco († 1815)
- 22 febbraio - João de Sousa Carvalho, compositore portoghese
- 22 febbraio - Francesco Maria Pignatelli, cardinale italiano († 1815)
- 22 febbraio - Jean-Antoine Roucher, poeta francese († 1794)
- 24 febbraio - Fëdor Fëdorovič Ušakov, ammiraglio russo († 1817)
- 26 febbraio - Ferdinando Gasparo Turrini, organista e compositore italiano († 1829)

## Marzo(15)
- 2 marzo - Charles Le Picq, ballerino e coreografo francese († 1806)
- 4 marzo - Michelangelo Manicone, naturalista e filosofo italiano († 1810)
- 8 marzo - José de Mazarredo Salazar Muñatones y Gortázar, ammiraglio spagnolo († 1812)
- 15 marzo - Charles Dibdin, musicista, drammaturgo e romanziere inglese († 1814)
- 17 marzo - Nicolas Séjan, organista, clavicembalista e compositore francese († 1819)
- 19 marzo - Johann Peter Frank, medico e igienista tedesco († 1821)
- 21 marzo - Marianne von Dalberg, contessa tedesca († 1804)
- 21 marzo - François de Bovet, arcivescovo cattolico francese († 1830)
- 22 marzo - Luigi III Gonzaga, nobile e letterato italiano († 1819)
- 24 marzo - François-Urbain Domergue, grammatico e giornalista francese († 1810)
- 24 marzo - John Sackville, III duca di Dorset, nobile e ambasciatore inglese († 1799)
- 25 marzo - Jacques Marie Boutet, attore teatrale e drammaturgo francese († 1812)
- 25 marzo - Nicolas-Étienne Framery, compositore, poeta e scrittore francese († 1810)
- 27 marzo - Giuseppe Parisi, generale e ingegnere militare italiano († 1831)
- 30 marzo - Antonio Despuig y Dameto, cardinale spagnolo († 1813)

## Aprile(14)
- 2 aprile - Richard Bassett, politico e avvocato statunitense († 1815)
- 2 aprile - Franz de Paula Triesnecker, astronomo austriaco († 1817)
- 3 aprile - Denis Ivanovič Fonvizin, scrittore, commediografo e drammaturgo russo († 1792)
- 6 aprile - William Dawes, militare statunitense († 1799)
- 7 aprile - Jiří Družecký, compositore ceco († 1819)
- 14 aprile - Pierre Lacour, pittore francese († 1814)
- 15 aprile - Pietro Morandi, organista e compositore italiano († 1815)
- 15 aprile - Jacopo Morelli, religioso e bibliotecario italiano († 1819)
- 17 aprile - Luca Peroni, archivista italiano († 1832)
- 18 aprile - Angelo Stefano Brusco, pittore italiano († 1831)
- 20 aprile - Philippe Pinel, psichiatra francese († 1826)
- 22 aprile - Giovanni Luigi Moncada, nobile e politico italiano († 1827)
- 26 aprile - Johann Anton Güldenstädt, naturalista e esploratore lettone († 1781)
- 29 aprile - Oliver Ellsworth, politico e avvocato statunitense († 1807)

## Maggio(6)
- 2 maggio - Ranjit Singh di Bharatpur, indiano († 1805)
- 3 maggio - Ercole D'Agnese, rivoluzionario e giurista italiano († 1799)
- 7 maggio - Carl Stamitz, violinista, violista e compositore tedesco († 1801)
- 8 maggio - Cristoforo Babbi, violinista e compositore italiano († 1814)
- 10 maggio - Wilhelm Florentin von Salm-Salm, arcivescovo cattolico tedesco († 1810)
- 12 maggio - Jens Juel, pittore danese († 1802)

## Giugno(6)
- 1º giugno - Saverio Dalla Rosa, pittore e incisore italiano († 1821)
- 3 giugno - Louis-René-Madeleine de Latouche-Tréville, ammiraglio francese († 1804)
- 8 giugno - Caspar Wessel, matematico norvegese († 1818)
- 16 giugno - Sigmund Freudenberger, pittore svizzero († 1801)
- 23 giugno - James Graham, medico britannico († 1794)
- 24 giugno - Ioannis Varvakis, rivoluzionario e imprenditore greco († 1825)

## Luglio(14)
- 2 luglio - Louisa Tollemache, VII contessa di Dysart, nobildonna scozzese († 1840)
- 5 luglio - Carl Arnold Kortum, scrittore tedesco († 1824)
- 6 luglio - Jean-Joseph Taillasson, pittore, illustratore e critico d'arte francese († 1809)
- 7 luglio - Eleonora di Öttingen-Spielberg, nobildonna tedesca († 1812)
- 13 luglio - Robert Calder, ammiraglio britannico († 1818)
- 14 luglio - Daniel Coke, politico e avvocato inglese († 1825)
- 17 luglio - Pëtr Alekseevič Palen, generale russo († 1826)
- 17 luglio - Timothy Pickering, politico statunitense († 1829)
- 18 luglio - Anne François Augustin de La Bourdonnaye, generale e nobile francese († 1793)
- 19 luglio - Luigi Braschi-Onesti, nobile italiano († 1816)
- 20 luglio - Henry Holland, architetto britannico († 1806)
- 22 luglio - François-Jean Willemain d'Abancourt, poeta, scrittore e drammaturgo francese († 1803)
- 26 luglio - Henry Mackenzie, scrittore scozzese († 1831)
- 30 luglio - Wolter Jan Gerrit Bentinck, ammiraglio olandese († 1781)

## Agosto(11)
- 1º agosto - Richard Fitzwilliam, musicologo irlandese († 1816)
- 4 agosto - Domenico Aspari, pittore e incisore italiano († 1831)
- 18 agosto - Federica Carlotta di Brandeburgo-Schwedt, principessa († 1808)
- 19 agosto - Johan Gottlieb Gahn, chimico svedese († 1818)
- 19 agosto - Alessandro Serbelloni, V duca di San Gabrio, nobile italiano († 1826)
- 20 agosto - Giovanni Verri, marinaio, avventuriero e letterato italiano († 1818)
- 22 agosto - José Joaquín Moraga, esploratore
- 28 agosto - Agostino Tana, drammaturgo, poeta e scrittore italiano († 1791)
- 30 agosto - Andrea Comparetti, medico e scienziato italiano († 1801)
- 30 agosto - Johann Hieronymus Schröter, astronomo tedesco († 1816)
- 30 agosto - Henri Louis de Rohan, nobile francese († 1809)

## Settembre(8)
- 4 settembre - Shneur Zalman, rabbino, filosofo e scrittore russo († 1812)
- 6 settembre - Giuseppe Maria Bonzanigo, scultore e ebanista italiano († 1820)
- 8 settembre - Wenzel Peter, pittore austriaco († 1829)
- 10 settembre - Giambattista Canal, pittore italiano († 1825)
- 16 settembre - Michail Illarionovič Kutuzov, generale russo († 1813)
- 18 settembre - Élie Lacoste, politico francese († 1806)
- 22 settembre - Gaetano de Lucretiis, scienziato italiano († 1817)
- 29 settembre - Jean-Baptiste Pussin, medico e infermiere francese († 1811)

## Ottobre(8)
- 2 ottobre - François Augustin Reynier de Jarjayes, generale francese († 1822)
- 9 ottobre - Giacomo Rezia, anatomista italiano († 1825)
- 10 ottobre - Filippina di Brandeburgo-Schwedt, nobile († 1800)
- 12 ottobre - Félix María Samaniego, poeta spagnolo († 1801)
- 12 ottobre - Franz Freiherr von Pflacher, militare austriaco († 1815)
- 13 ottobre - Armand Marc de Montmorin-Saint-Hérem, politico francese († 1792)
- 15 ottobre - Jean-Baptiste Huet, pittore francese († 1811)
- 27 ottobre - Maksim Sozontovič Berezovskij, compositore, cantante lirico e violinista ucraino († 1777)

## Novembre(11)
- 1º novembre - Elizabeth Wrottesley, nobildonna inglese († 1822)
- 6 novembre - Charles Dillon, XII visconte Dillon, politico irlandese († 1813)
- 7 novembre - Enrico Federico di Hannover, nobile († 1790)
- 7 novembre - Teodoro Loredano Balbi, vescovo cattolico italiano († 1831)
- 7 novembre - Pietro Antonio Zorzi, cardinale e arcivescovo cattolico italiano († 1803)
- 9 novembre - Johann Michael Bach, compositore tedesco († 1820)
- 14 novembre - Dominique Villars, botanico francese († 1814)
- 15 novembre - Salomone Leclerq, religioso francese († 1792)
- 24 novembre - Maria Luisa di Borbone-Spagna, sovrana († 1792)
- 26 novembre - Luigi Tadini, collezionista d'arte e viaggiatore italiano († 1829)
- 29 novembre - Jonathan Elmer, politico statunitense († 1817)

## Dicembre(16)
- 2 dicembre - Francesco Saverio Bartoli, scrittore, comico e letterato italiano († 1806)
- 2 dicembre - Jeongsun di Joseon, regina coreana († 1805)
- 3 dicembre - Johann Heinrich Füssli, storico, politico e editore svizzero († 1832)
- 5 dicembre - Jean-Jacques Duval d'Eprémesnil, magistrato e politico francese († 1794)
- 9 dicembre - Maddalena Laura Sirmen, compositrice e violinista italiana († 1818)
- 10 dicembre - Thomas Holcroft, drammaturgo e scrittore inglese († 1809)
- 11 dicembre - Gabriel Cortois de Pressigny, arcivescovo cattolico francese († 1823)
- 12 dicembre - John Jay, politico, diplomatico e rivoluzionario statunitense († 1829)
- 15 dicembre - Johann Gottfried Koehler, astronomo tedesco († 1801)
- 15 dicembre - Thomas Leiper, imprenditore e politico statunitense († 1825)
- 21 dicembre - Peter Kinzing, orologiaio tedesco († 1816)
- 22 dicembre - Marie Anne Fragonard, pittrice e miniaturista francese († 1823)
- 23 dicembre - Claude Fournier, rivoluzionario francese († 1825)
- 24 dicembre - William Paterson, politico e giudice statunitense († 1806)
- 27 dicembre - Elena Nikitična Trubeckaja, nobildonna russa († 1832)
- 28 dicembre - Juan de Ayala, esploratore e navigatore spagnolo († 1797)

## Senza giorno specificato(46)
- Íñigo Abbad y Lasierra, storico spagnolo († 1813)
- Luigi Acquisti, scultore italiano († 1823)
- George Atwood, matematico, inventore e scacchista inglese († 1807)
- Francesco Benucci, basso italiano († 1824)
- Luigi Borghi, compositore e violinista italiano († 1806)
- Gaetano Cantoni, architetto svizzero († 1827)
- Giovanni Maria Cassini, cartografo, incisore e disegnatore italiano († 1824)
- Giuseppe Cervellini, compositore e organista italiano († 1824)
- Ivan Ivanovič Chemnicer, scrittore russo († 1784)
- Luigi Cocastelli, diplomatico italiano († 1824)
- William Cumberland Cruikshank, chimico e anatomista britannico († 1800)
- Henri Edgeworth de Firmont, presbitero irlandese († 1807)
- Pietro Ferroni, matematico italiano († 1825)
- Johann Ignaz Ludwig Fischer, basso tedesco († 1825)
- Emmanuel Marie Fréteau de Saint Just, politico francese († 1794)
- Şahin Giray, sovrano († 1787)
- Samuel Hearne, esploratore britannico († 1792)
- Anton Hickel, pittore austriaco († 1798)
- Hong Xiguan, insegnante cinese († 1825)
- Kim Hong-do, pittore coreano († 1806)
- József Koller, presbitero ungherese († 1832)
- Johann La Roche, attore teatrale tedesco († 1806)
- Spiridione Lusi, diplomatico, politico e letterato greco († 1815)
- John Macpherson, I baronetto, militare, politico e nobile britannico († 1821)
- Mattia Mancini, fantino italiano († 1780)
- Caterina Manzoni, attrice teatrale italiana
- Mihrişah Sultan, ottomana († 1805)
- Moshe-Leib di Sasov, rabbino polacco († 1807)
- Sydney Parkinson, naturalista e illustratore scozzese († 1771)
- Kazimierz Pułaski, generale polacco († 1779)
- Pierre Adrien Paris, architetto francese († 1819)
- Filippo Maria Renazzi, avvocato e storico italiano († 1808)
- Maria Rundell, scrittrice inglese († 1828)
- Sara Goudar, avventuriera e scrittrice britannica († 1800)
- Franz Alban von Schraut, diplomatico e nobile austriaco († 1825)
- Rafael de Sobremonte, politico spagnolo († 1827)
- Giovanni Battista Spazzi, scultore italiano
- Ivan Egorovič Starov, architetto russo († 1808)
- Inō Tadataka, cartografo giapponese († 1818)
- Filippo Tagliolini, scultore italiano († 1809)
- Nicolò Traverso, scultore italiano († 1823)
- Antonio Trentanove, stuccatore e scultore italiano († 1812)
- Gaetano Vascellini, incisore italiano († 1805)
- François-Xavier Pagès de Vixouze, giornalista e scrittore francese († 1802)
- John Wallis, editore e cartografo inglese († 1818)
- Jean Baptiste Pointe du Sable, mercante francese († 1818)